# 绒毛鼯鼠属
绒毛鼯鼠属（学名：Eupetaurus）也称羊绒鼯鼠、绒鼯鼠属、灰毛飞鼠属，分布于喜马拉雅山地区，是体型最大的一类鼯鼠族动物，主要特征是体表覆着浓密长毛，尾呈圆筒状，尾毛特别丰厚。本属目前包含以下3种：
- 绒毛鼯鼠 Eupetaurus cinereus
- 西藏绒毛鼯鼠 Eupetaurus tibetensis
- 云南绒毛鼯鼠 Eupetaurus nivamons